# Kordunski Ljeskovac
Kordunski Ljeskovac falu Horvátországban, Károlyváros megyében. Közigazgatásilag Rakovicához tartozik.

## Fekvése
Károlyvárostól 58 km-re délre, községközpontjától 10 km-re keletre, a Kordun területén, a Korana bal partján fekszik.

## Története
A 17. században szerbek által betelepült falu volt. 1857-ben 366, 1910-ben 148 lakosa volt. Trianonig Modrus-Fiume vármegye Ogulini járásához tartozott. A horvát közigazgatási reform előtt Szluinhoz tartozott. 1991 és 1995 között a Krajinai Szerb Köztársaság része volt. 1995 augusztusában a Vihar hadművelet során foglalta vissza a horvát hadsereg. Lakossága elmenekült. 2011-ben 19 lakosa volt.

## Lakosság
| Lakosság változása | Lakosság változása | Lakosság változása | Lakosság változása | Lakosság változása | Lakosság változása | Lakosság változása | Lakosság változása | Lakosság változása | Lakosság változása | Lakosság változása | Lakosság változása | Lakosság változása | Lakosság változása | Lakosság változása | Lakosság változása |
| ------------------ | ------------------ | ------------------ | ------------------ | ------------------ | ------------------ | ------------------ | ------------------ | ------------------ | ------------------ | ------------------ | ------------------ | ------------------ | ------------------ | ------------------ | ------------------ |
| 1857               | 1869               | 1880               | 1890               | 1900               | 1910               | 1921               | 1931               | 1948               | 1953               | 1961               | 1971               | 1981               | 1991               | 2001               | 2011               |
| 1514               | 1372               | 1194               | 917                | 982                | 1069               | 1002               | 1047               | 624                | 633                | 615                | 521                | 563                | 316                | 3                  | 19                 |

## Külső hivatkozások
- Rakovica község honlapja
- Rakovica község turisztikai oldala
- A megye turisztikai egyesületének honlapja